# Tianhongqiïta
La tianhongqiïta és un mineral de la classe dels òxids.

## Característiques
La tianhongqiïta és un òxid de fórmula química CrTiO₃(OH), sent l'anàleg de crom de la tivanita. Va ser aprovada com a espècie vàlida per l'Associació Mineralògica Internacional l'any 2022, i encara resta pendent de publicació. Cristal·litza en el sistema monoclínic.

## Formació i jaciments
Va ser descoberta a un jaciment situat al dipòsit de crom i ferro de Luobusa, conegut com Luobusha ophiolite, al comtat de Qusum de la prefectura de Shannan (Regió Autònoma del Tibet, República Popular de la Xina). Aquest indret és l'únic a tot el planeta on ha estat descrita aquesta espècie mineral.